# Talking Tom & Friends
Talking Tom & Friends es una franquicia iniciada en 2010. La franquicia es distribuida por la empresa Outfit7. El primer juego se lanzó en App Store y Google Play el 22 de julio de 2010. El 14 de noviembre de 2013, Talking Tom se relanzó como My Talking Tom y su último juego  Talking Tom & Friends world, se lanzó en el 2025 en App Store y Google Play.

## Personajes

### Actuales
- Talking Tom (también llamado Tom): un gato atigrado gris y el personaje principal de la franquicia.  Tom es un gato bromista y buscador de aventuras, descrito como el "gato más popular del mundo". En su aplicación, es un personaje 3D interactivo completamente animado al que los usuarios pueden hacer cosquillas, pinchar y jugar. Los usuarios también pueden hacer que Tom repita lo que dicen, pero dicho con un tono de voz más alto.  La aplicación original Talking Tom Cat se lanzó en 2010 para iOS , seguida de Talking Tom 2 en 2011. En 2013, se lanzó la aplicación My Talking Tom, seguida de la aplicación My Talking Tom 2 en 2018.
- Talking Angela (también llamada Angela ): la novia de Tom, una gata blanca que ama viajar, cantar, la moda y bailar. Angela también ha aparecido en otras aplicaciones de la franquicia de entretenimiento insignia de Outfit7, siendo las más populares Tom's Love Letters, Tom Loves Angela , Talking Tom Gold Run y Talking Tom Hero Dash.
- Talking Ginger (también llamado Ginger): un gatito atigrado pelirrojo travieso.  En la serie web Talking Friends, es el sobrino de Tom. En la serie web Talking Tom & Friends, es el vecino de Tom.
- Talking Ben (también llamado Ben): un perro beige y el mejor amigo de Tom, que se describe en la aplicación Talking Ben como "un perro gruñón y un profesor de química". Le gusta inventar y hacer cosas que involucren ciencia y tecnología.
- Talking Hank (también llamado Hank): un perro blanco con manchas azules (una en el ojo derecho, otra en la punta de la cola y otra en la parte trasera). Fue presentado en diciembre de 2014 con el estreno de la serie web Talking Tom & Friends. Su pasatiempo es ver comedias de situación y es compañero de habitación de Tom.
- Talking Becca (también llamada Becca): una conejita gris que apareció en la serie web Talking Tom & Friends. Al igual que Angela, también es una aspirante a cantante.

### Eliminados
- Talking Gina (también llamada Gina): una jirafa que solo apareció en la aplicación Talking Gina y en la serie web Talking Friends.
- Talking Pierre (también llamado Pierre ): un loro verde que solo apareció en la aplicación Talking Pierre y en la serie web Talking Friends.
- Talking Larry (también llamado Larry ): un pájaro que apareció en algunas aplicaciones, incluida Talking Larry.
- Talking Santa (también llamado Santa ): un personaje que aparece en algunas aplicaciones, incluida Talking Santa.
- Talking Baby Hippo (también llamado Baby Hippo ): un hipopótamo de color violeta claro que apareció en algunas aplicaciones, incluida Talking Baby Hippo.
- Talking Harry (también llamado Harry ): un erizo que apareció en algunas aplicaciones, incluida Talking Harry.
- Talking Rex (también llamado Rex ): un dinosaurio que apareció en algunas aplicaciones, incluida Talking Rex.
- Talking Roby (también llamado Roby ): un robot dorado/plateado que apareció en algunas aplicaciones, incluida Talking Roby.
- Talking John (también llamado John ): una bacteria que apareció en algunas aplicaciones, incluida Talking John.
- Talking Lila (también llamada Lila ): un hada que apareció en algunas aplicaciones, incluida Talking Lila.

## Aplicaciones

### Talking Tom
Talking Tom (oficialmente llamado Talking Tom Cat) es un videojuego lanzado en 2010 por Outfit7, en el que el personaje principal, Tom, repite todo lo que se le dice con una voz aguda e interactúa con el usuario.

### Talking Larry
Talking Larry (oficialmente llamado Talking Larry the Bird) fue una aplicación lanzada en 2010, en la que el jugador interactúa con un pájaro blanco llamado Larry. Esta fue su segunda aparición y la aplicación ha sido eliminada desde entonces.

### Talking Gina
Talking Gina (oficialmente llamada Talking Gina the Giraffe) fue una aplicación lanzada en 2011 que presentaba a una jirafa llamada Gina, que interactuaba con el usuario. A fines de 2014, la aplicación ya no está disponible. El personaje principal apareció en la serie web Talking Friends y ha hecho cameos en una caja de cereales en Talking Tom & Friends, pero desde entonces no ha aparecido más.

### Talking Ben
Talking Ben (oficialmente llamado Talking Ben the Dog) es una aplicación lanzada en 2011 en la que el usuario interactúa con Ben. El personaje ha aparecido en numerosas aplicaciones y en todas las series web.

### Talking Tom 2
Talking Tom 2 (oficialmente llamado Talking Tom Cat 2) es la secuela de Talking Tom, lanzada en 2011. Conserva la mayoría de las características de su predecesor, añadiendo sus propias características y gráficos mejorados.

### Talking News
Talking News (oficialmente llamado Talking Tom & Ben News) es un juego lanzado en 2011, en el que Talking Tom y Talking Ben actúan como presentadores de noticias de televisión, repitiendo lo que se graba y haciéndose bromas entre ellos.

### Talking Pierre
Talking Pierre (oficialmente llamado Talking Pierre the Parrot) es un videojuego lanzado en 2011 en el que el usuario interactúa con un loro llamado Pierre. Pierre ha aparecido solo en dos series web desde su lanzamiento: Talking Friends y Talking Tom & Friends, en un cameo como una bolsa de dulces.

### Tom's Love Letters
Tom's Love Letters es una aplicación lanzada en 2012 que permite a los usuarios enviar mensajes personalizados a sus amigos y familiares. A partir de 2023, la aplicación ya no está disponible.

### Tom Loves Angela
Tom Loves Angela es una aplicación lanzada en 2012 que permite a los usuarios ver a Tom cortejando a Angela. A partir de 2019, la aplicación ya no está disponible.

### Talking Ginger
Talking Ginger es una aplicación lanzada en 2012 que permite al usuario interactuar con un gatito naranja llamado Ginger y prepararlo para ir a dormir. El personaje ha aparecido en numerosas aplicaciones y en todas las series web.

### Talking Angela
Talking Angela es una aplicación lanzada en 2012 que fue objeto de una campaña de difamación en la que varias personas alegaron que la aplicación fue creada por pedófilos con la intención de rastrear a niños, aunque no se encontró evidencia legítima que probara tales afirmaciones.

### Talking Ginger 2
Talking Ginger 2 (anteriormente Ginger's Birthday) es un juego lanzado en 2013, protagonizado por Ginger. Permite al usuario interactuar con Ginger en su fiesta de cumpleaños. Hasta abril de 2014, la aplicación se conocía como Ginger's Birthday.

### Talking Tom (2016)
Talking Tom es un relanzamiento del juego del mismo nombre publicado en 2016.

### Talking Ben AI
Talking Ben AI presenta a Ben como un asistente virtual que responde a las consultas de los usuarios mediante IA. Se lanzó de manera preliminar en Eslovenia, Chipre y Sudáfrica el 29 de agosto de 2023 en Android.

### Talking Tom (2025)
Talking Tom es un próximo relanzamiento del juego del mismo nombre que se lanzará a finales de 2025. 

## Videojuegos

### My Talking Tom
My Talking Tom es una aplicación de mascota virtual lanzada el 14 de noviembre de 2013, que permite al usuario cuidar a Tom a medida que crece, además de cambiarle el nombre y personalizarlo.

### My Talking Angela
My Talking Angela es una aplicación de mascota virtual lanzada en 2014 que permite al usuario cuidar de Angela a medida que crece, además de cambiarle el nombre y personalizarla.

### Talking Tom Jetski
Talking Tom Jetski es un juego lanzado en 2015 en el que el usuario juega como Tom o Angela, conduciendo una moto acuática para completar misiones. A partir de junio de 2022, la aplicación ya no está disponible.

### Talking Tom Bubble Shooter
Talking Tom Bubble Shooter es un juego de disparar burbujas como Puzzle Bobble y Bubble Bobble, que se lanzó en 2015. A partir de junio de 2022, la aplicación ya no está disponible.

### Talking Tom Gold Run
Talking Tom Gold Run es un juego de corredor sin fin lanzado en 2016, en el que el jugador, como Tom, Angela, Ben, Hank, Ginger o Becca, persigue a un ladrón mientras recoge lingotes de oro.

### My Talking Hank
My Talking Hank es un juego de mascotas virtuales lanzado en 2016, en el que el usuario cuida de Hank.

### Talking Angela Color Splash
Talking Angela Color Splash es un juego de combinar 3 que se lanzó en 2017. A partir de junio de 2022, la aplicación ya no está disponible.

### Talking Tom Camp
Talking Tom Camp fue un juego de estrategia lanzado en 2017, en el que el jugador construye un campamento mientras ataca campamentos enemigos. A partir de junio de 2022, la aplicación ya no está disponible debido a cierres.

### Talking Tom Pool
Talking Tom Pool es un juego lanzado en 2017 en el que el jugador construye un parque acuático. A partir de junio de 2022, la aplicación ya no está disponible.

### Talking Tom Jetski 2
Talking Tom Jetski 2 es un videojuego de carreras de motos de agua lanzado en 2018. Tiene una mecánica diferente a la de Talking Tom Jetski. A partir de 2023, la aplicación ya no está disponible en Google Play Store.

### Talking Tom Candy Run
Talking Tom Candy Run es un juego de carrera sin fin lanzado en 2018. A partir de 2023, la aplicación ya no está disponible en Google Play Store.

### Talking Tom Cake Jump
Talking Tom Cake Jump es un juego de saltos sin fin lanzado en 2018. A partir de junio de 2022, la aplicación ya no está disponible.

### Talking Tom Jump Up
Talking Tom Jump Up es el segundo juego de saltos sin fin lanzado en 2018. A partir de junio de 2022, la aplicación ya no está disponible.

### My Talking Tom 2
My Talking Tom 2 es una aplicación de mascota virtual lanzada en 2018. Es una secuela de My Talking Tom.

### Talking Tom Farts
Talking Tom Farts fue el tercer juego de saltos sin fin lanzado en 2018. La aplicación fue eliminada al año siguiente debido al odio que recibió.

### Talking Tom Fun Fair
Talking Tom Fun Fair es un juego de combinar 3 como el similar Gardenscapes. lanzado en 2019 en el que el jugador reconstruye un parque de atracciones abandonado. A partir de junio de 2022, la aplicación ha sido eliminada por Outfit7.

### Talking Tom Hero Dash
Talking Tom Hero Dash es un juego de carrera sin fin lanzado en 2019 que es similar a Talking Tom Gold Run . Los personajes son superhéroes.

### Talking Tom Splash Force
Talking Tom Splash Force es un juego en el que el jugador usa globos de agua para atacar a los criminales.

### Talking Tom Sky Run
Talking Tom Sky Run (anteriormente Talking Tom Fly Run) es un juego de corredor sin fin en el que el jugador, como Tom, Hank o Angela, vuela en un avión y completa misiones. A partir de junio de 2022, la aplicación ya no está disponible.

### My Talking Tom Friends
My Talking Tom Friends es un juego en el que el jugador cuida de Tom inicialmente, pero luego Angela, Hank, Ginger, Ben y Becca también se encargan de cuidarlo. Se lanzó de manera preliminar en febrero de 2020, antes de lanzarse globalmente el 11 de junio de 2020.

### My Talking Angela 2
My Talking Angela 2 es una aplicación de mascotas virtuales lanzada en la primavera de 2021. Es una secuela de My Talking Angela.

### Talking Tom Time Rush
Talking Tom Time Rush (anteriormente Talking Tom Gold Run 2) es un juego de corredor sin fin lanzado en 2021.

### Talking Tom Blast Park
Talking Tom Blast Park es un juego de disparos lanzado en 2023 en el que el jugador dispara a Roy una vez con Tom, Angela, Hank, Ben, Becca y Ginger. En febrero de 2024 el juego se eliminó en Android y el 5 de diciembre del mismo año se lanzó mundialmente como exclusivo de Apple Arcade.

### My Talking Hank: Islands
My Talking Hank: Islands es un relanzamiento y la secuela de My Talking Hank que se lanzó en 2023.

### Talking Tom & Friends: World
Talking Tom & Friends: World es un juego de casa de muñecas. Se lanzó en mayo de  2024.

### My Talking Tom Friends 2
My Talking Tom Friends 2 (anteriormente conocido como Talking Tom Town) es un juego de mascota virtual lanzado en 2024 y la secuela de My Talking Tom Friends.

## Series web
| Serie                       | Temporada | Temporada  | Episodios | Episodios            | Emisión original        | Emisión original        |
| Serie                       | Temporada | Temporada  | Episodios | Episodios            | Primera emisión         | Última emisión          |
| --------------------------- | --------- | ---------- | --------- | -------------------- | ----------------------- | ----------------------- |
| Talking Friends             |           | 1          | 10        | 10                   | 8 de junio de 2012      | 31 de agosto de 2012    |
| Talking Tom Shorts          |           | 1          | 55        | 55                   | 13 de marzo de 2014     | 21 de febrero de 2019   |
| Talking Tom Shorts          |           | 2          | 55        | 13                   | 18 de julio de 2019     | 23 de julio de 2020     |
| Talking Tom Shorts          | 42        | 2          | 55        | 20 de agosto de 2020 | 10 de agosto de 2023    |                         |
| Talking Tom Shorts          |           | 3          | —         | —                    | 7 de septiembre de 2023 | —                       |
| Talking Tom Shorts          |           | Especial   | Especial  | Especial             | 18 de mayo de 2023      | 18 de mayo de 2023      |
| Talking Tom & Friends       |           | Piloto     | Piloto    | Piloto               | 23 de diciembre de 2014 | 23 de diciembre de 2014 |
| Talking Tom & Friends       |           | 1          | 51        | 51                   | 30 de abril de 2015     | 22 de diciembre de 2016 |
| Talking Tom & Friends       |           | 2          | 26        | 26                   | 15 de junio de 2017     | 8 de marzo de 2018      |
| Talking Tom & Friends       |           | 3          | 26        | 26                   | 10 de mayo de 2018      | 27 de diciembre de 2018 |
| Talking Tom & Friends       |           | 4          | 26        | 26                   | 16 de mayo de 2019      | 27 de marzo de 2020     |
| Talking Tom & Friends       |           | 5          | 26        | 26                   | 8 de mayo de 2020       | 24 de diciembre de 2021 |
| Talking Tom & Friends       |           | Minisodios | 8         | 8                    | 5 de febrero de 2015    | 4 de febrero de 2016    |
| Talking Tom & Friends Minis |           | 1          | 60        | 60                   | 27 de diciembre de 2015 | 4 de julio de 2018      |
| Talking Tom Heroes          |           | 1          | 52        | 52                   | 26 de abril de 2019     | 16 de diciembre de 2021 |

La franquicia Talking Tom & Friends se ha expandido más allá de las aplicaciones y las series animadas. La franquicia también vende productos de marca y videos musicales.
El video musical de Talking Tom y Talking Angela para su sencillo "You Get Me", creado en cooperación con Walt Disney Records , recibió más de 350 millones de visitas en YouTube hasta marzo de 2020. Talking Angela también grabó su primera canción en solitario llamada "That's Falling in Love". "Stand By Me" de Talking Tom y Talking Angela, basada en la canción homónima de Ben E. King, recibió 54 millones de visitas hasta marzo de 2021.
Talking Tom & Friends lanzó una gama de juguetes interactivos llamada "Superstar" en 2012. Los juguetes de peluche hablan e interactúan con múltiples aplicaciones de Talking Tom & Friends , así como entre sí, utilizando un sistema de reconocimiento de voz. La serie ha sido descontinuada desde entonces.
Una película animada de acción real basada en la franquicia Talking Tom & Friends entró en desarrollo en octubre de 2014, con Brad Fischer, James Vanderbilt y William Sherak produciendo la película. Será producida por Mythology Entertainment. En octubre de 2018, Jean-Julien Baronnet (quien también estuvo involucrado en la serie de televisión Rabbids Invasion y la película Assassin's Creed) estaba listo para producir la película. A fines de octubre de 2019, se dijo que la película estaba en la etapa de guion, pero todavía están averiguando cómo se verá y cómo debería ser la historia.